# Dučić (gmina Mionica)
Dučić (cyr. Дучић) – wieś w Serbii, w okręgu kolubarskim, w gminie Mionica. W 2011 roku liczyła 522 mieszkańców.